# Combat de Saint-Jean-Brévelay (1795)
Pour les articles homonymes, voir Combat de Saint-Jean-Brévelay.
Chouannerie
Batailles
Le combat de Saint-Jean-Brévelay se déroule les 31 mai et 1er juin 1795, pendant la Chouannerie. L'issue des combats est indécise : les républicains s'emparent du bourg de Saint-Jean-Brévelay, mais ils sont repoussés par les chouans à Bignan et font finalement retraite sur Vannes.

## Déroulement
Le 30 mai 1795, le général républicain Jean-Louis Gaspard Josnet de Laviolais emporte un succès contre les chouans avec la prise du camp de Saint-Bily, à Plaudren,. Le 31, après avoir reçu des renforts, il se lance à la poursuite des chouans et marche sur le bourg de Saint-Jean-Brévelay. 
Selon le journal d'un prêtre refractaire, l'abbé Richard, les chouans s'enfuient vers Saint-Jean-Brévelay et sont poursuivis jusqu'à Bignan où un autre combat s'engage. À cette occasion, les républicains sont renforcés par des dragons lorientais en garnison à Locminé.
Le chef chouan Alexis Le Louer, caporal dans les troupes de Jean Jan et alors âgé de 16 ans, laisse dans ses mémoires un long récit de l'affrontement, qui constitue son premier fait d'arme,. Selon son récit, il livre d'abord un combat entre Saint-Jean-Brévelay et Plaudren, vers 6 ou 7 heures du matin, contre une troupe de 250 à 300 républicains qui laisse au moins trois ou quatre tués. Il rapporte ensuite que son détachement prend position entre 7 heures et 9 heures du matin dans le cimetière de Saint-Jean-Brévelay, où il met en fuite cinq ou six hussards venus en éclaireurs. Son détachement sort alors du bourg par la route de Bignan et assiste à un combat entre cavaliers royalistes et républicains, au cours duquel le chef chouan Yves Le Thieis a le poignet coupé. Une colonne de 500 républicains pénètre ensuite dans le bourg et engage le combat avec les chouans retranchés dans le cimetière. Ces derniers, à court de munitions, battent en retraite et se rallient sur une lande entre Saint-Jean et Bignan, où Guillemot leur fait passer de nouvelles cartouches. Les forces de Guillemot et de Jean Jan se retirent ensuite en direction de Bignan, mais elles sont rejointes par les forces de du Chélas et de Roquefeuille. Désormais forts de 700 à 800 hommes, les chouans font demi-tour et réinvestissent Saint-Jean après le départ des républicains, qui s'en sont retourné à Vannes. Après le combat, le détachement de Le Louer est envoyé à Bignan.
La reprise de Saint-Jean aurait eu lieu le 13 floréal, soit le 1er juin, après que Guillemot ait repoussé une attaque sur Bignan. Les républicains tentent de se replier sur Locminé, mais leur retraite est coupée par les troupes de Jean Jan. Le général Josnet est alors contraint de se replier sur Vannes.

## Suites
Plusieurs petits combats se poursuivent non loin de Saint-Jean-Brévelay. Le 5 juin, Jean Jan s'empare de Locminé. L'abbé Richard, écrit également dans son journal : « Le 5 juin, les chouans de Bignan délivraient dans la lande du Maigrit (à Buléon) 9 particuliers de Lanouée et de Mohon que la Nation conduisait à Vannes pour être jugés. 5 d'entre eux furent tuésn un chouan seulement blessé ». Les fuyards sont ensuite rejoints par les chouans de Lanouée qui leur tuent 4 ou 5 hommes. L'abbé Richard fait également mention d'un deuxième combat le lendemain : « La Nation, dans l'intention de surprendre les chouans dans le bois de sapin, s'est rassemblée de toutes parts et après plusieurs attaques l'avantage a été du côté des Chouans qui ont eu seulement 4 tués et 3 blessés, et pour le petit moins les sans-culottes ont perdu 150 des leurs, non compris les blessés. Les sans-culottes ont commis des horreurs en retour du combat. Ils ont tué un cabaretier, pillé, volé, insulté depuis le bourg de Plumelin jusqu'à Locminé. Le pays est en feu de Josselin à Pontivy, et à Locminé, le Conseil Royaliste qui, le 17 prairial avait ordonné de tenir bon dans les environs de Pontivy pour dégager Bignan, peut se vanter d'avoir été obéi »,.
De son côté le général Lazare Hoche, commandant en chef de l'Armée des côtes de Brest, revendique une série de victoires contre les chouans. Le 31 mai, il écrit au chef de brigade Desprez : « Dans le Morbihan, nos troupes victorieuses viennent de dissiper un rassemblement considérable, et de jeter sur la poussière trois cent dix factieux, parmi lesquels nous comptons le comte Sedilz, qui avait signé la pacification ». Le 18 juin, il écrit : « Durant la dernière décade, les armes de la République ont été partout victorieuses. Josnet a battu trois fois les brigands dans le Morbihan ».